# 南端村
南端村（みなみはたむら）は、かつて大分県速見郡に存在した村である。4つに分割され、現在の宇佐市、杵築市、日出町、別府市の一部となっている。南畑とも表記される。
現在は日出町立南端中学校・日出町立南端小学校等に名をとどめる。

## 歴史

### 近世まで
豊前国と豊後国の境界に位置する地域であった。
南畑村は、中世には日出荘と呼ばれる荘園の一部で、1601年（慶長6年）に日出藩領となった。
一方、天間村（あままむら）は由布院の一部で、大友氏の直轄地であったが、その没落後、幕府領を経て、1601年（慶長6年）に中津藩領となり、その後、小倉藩、熊本藩、日田藩、幕府領、島原藩、高松代官所支配地と支配者が頻繁に変わった。

### 近代
- 1889年（明治22年）4月1日 - 町村制施行により、南畑村・天間村が合併し、速見郡南端村が成立。南畑、天間はそれぞれ南端村の大字となる。1891年（明治24年）の人口は1,648人。
- 1955年（昭和30年）8月1日 - 大字南畑の一部を宇佐郡安心院町、速見郡山香町へ編入。それぞれ、安心院町大字南畑、山香町大字南畑となる。
- 1956年（昭和31年）4月1日 - 大字天間全域及び大字南畑の一部を別府市へ、大字南畑の残部を日出町へ編入し、南端村は閉村となった。それぞれ、別府市大字天間及び大字南畑、日出町大字南畑となる。